# Apolonio de Éfeso
Apolonio de Éfeso fue un escritor eclesiástico que escribió una obra, de la que se conservan escasos fragmentos, en la que refutó las teorías de Montano, fundador de una secta cuyos seguidores se llamaban catáfrigas, que tenía gran éxito en Frigia. También expuso detalles acerca de cómo era la vida de los líderes de la secta y las profetisas de la misma, tratando de demostrar que muchas de sus costumbres eran contradictorias con la doctrina cristiana. Eusebio de Cesarea escribe que Apolonio realizó su escrito contra el montanismo 40 años después de la aparición de la secta, por lo que su época de actividad debe situarse hacia finales del siglo II. Es mencionado también por el anónimo autor de la obra Praedestinatus, que dice que Apolonio era obispo de Éfeso. Tertuliano, que al final de su vida estuvo próximo a la secta del montanismo, trató de refutar a Apolonio en el séptimo libro de una obra que no se ha conservado: Acerca del éxtasis.